# 함평 척화비
함평 척화비(咸平 斥和碑)는 대한민국 전라남도 함평군 함평읍 기각리, 함평공원 내에 있는 척화비이다. 1990년 2월 24일 전라남도의 문화재자료 제176호로 지정되었다.

## 개요
척화비란 쇄국정책을 실시하던 흥선대원군이 병인양요, 신미양요를 승리로 이끌면서, 서양세력을 배척하고 그들의 침략을 경계하여야 한다는 의지를 국민에게 더욱 강력히 심어주고자 서울 및 전국 중요 도로변에 세우도록 한 비로, 비의 규모나 크기에 대한 규정은 없으나 그 내용만은 똑같이 쓰도록 하였다.
함평공원 내에 자리하고 있는 이 비는 낮은 사각받침돌 위로 비몸을 세운 모습에 비몸의 윗변을 둥글게 다듬어 놓았다. 비문에는 “서양 오랑캐들이 침략함에 싸우지 않으면 화친을 해야하는데, 화친을 주장하면 나라를 파는 것과 같다. 이를 우리 만세 자손들에게 일깨운다.”라는 강한 어투의 경고문구를 적어 놓았다.
고종 8년(1871) 전국에 일제히 세운 척화비는 이후 외국들과의 교류가 이루어지면서 일제에 의해 대부분 철거되거나 훼손되었다. 이 비는 몇 안되는 척화비들 가운데 하나로 그 크기가 가장 크며, 전라남도 내에서는 유일하게 남아있는 개화기의 유물이라는 점에서 그 가치를 지닌다.

## 현지 안내문
흥선대원군이 병인양요(1866년)과 신미양요(1871년)을 승리로 이끈 뒤 외적을 배척하고 쇄국을 해야 한다는 정신을 백성에게 알리기 위해 전국 각지에 세운 척화비 중 하나이다. 지금은 이곳과 서울 경복궁 근정전 앞뜰(보신각 옆세 세웠던 것을 1882년 땅 속에 묻었다가 1915년 경복궁 근정전 앞뜰로 옮김), 전북 고창, 그리고 부산 등 몇 곳에만 남아 있다.
모두 같은 내용으로 "서양 오랑캐들이 침범을 하면 싸우지 않으면 즉 화친을 해야 하는데 화친을 주장함은 나라를 파는 것과 같다. 이를 우리 만대 자손에게 일깨워야 한다. 병인년에 만들고 신미년에 세우다(洋夷侵犯非戰則 和主和賣國戒我萬年子孫丙寅作辛未立)"라고 적혀 있다. 이 척화비들은 외국과 통상을 시작하면서 철거되었다.<ref name='현지'>
전국에 남아 있는 척화비들 가운데 가장 큰 것이며 전라남도 안에서는 하나뿐인 개화기 역사유물이라는 점에서 가치가 크다.<ref name='현지'>

## 참고 자료
- 함평척화비 - 국가유산청 국가유산포털